# Benassal
Benassal (em valenciano e oficialmente) ou Benasal (em castelhano) é um município da Espanha na província de Castelló, Comunidade Valenciana. Tem 79,6 km² de área e em 2021 tinha 1 055 habitantes (densidade: 13,3 hab./km²).

## Economia

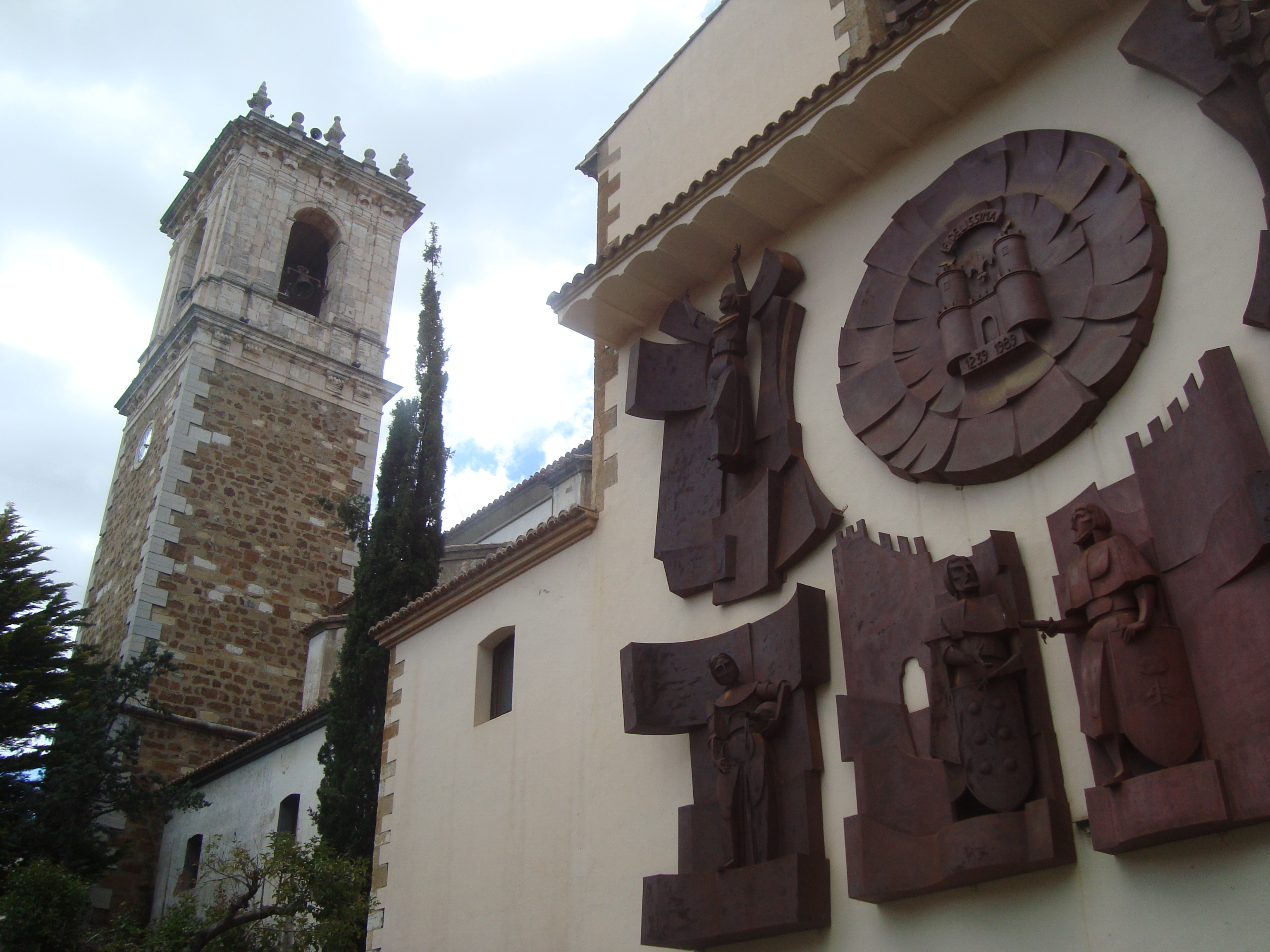
Igreja Paroquial da Assunção (Benassal).

Na década de 1930, o pequeno povoado era um balneário de águas termais, muito utilizado pela burguesia espanhola. Atualmente, sua força economia vem, principalmente, das amêndoas e avelãs e da criação de suínos.

## Guerra Civil Espanhola
Durante a Guerra Civil Espanhola, quando os nacionalistas, liderados por Francisco Franco e com o apoio dos nazistas, fez com que Adolf Hitler autorizasse a Luftwaffe a treinar e testas seus pilotos com o Junkers Ju 87, lançando bombas de 500 kg (este caça foi projetado para carregar bombas de 250 kg) neste pequeno povoado. A cidade foi escolhida para os testes, por não representar perigo de ataque antiaéreo aos caças, já que a cidade não tinha importância estratégica, muito menos tropas inimigas para a sua defesa. Os ataques/testes ocorreram em 25 e 28 de maio de 1938 e deixou algumas dezenas de mortos e inúmeras casas destruídas.

## Demografia

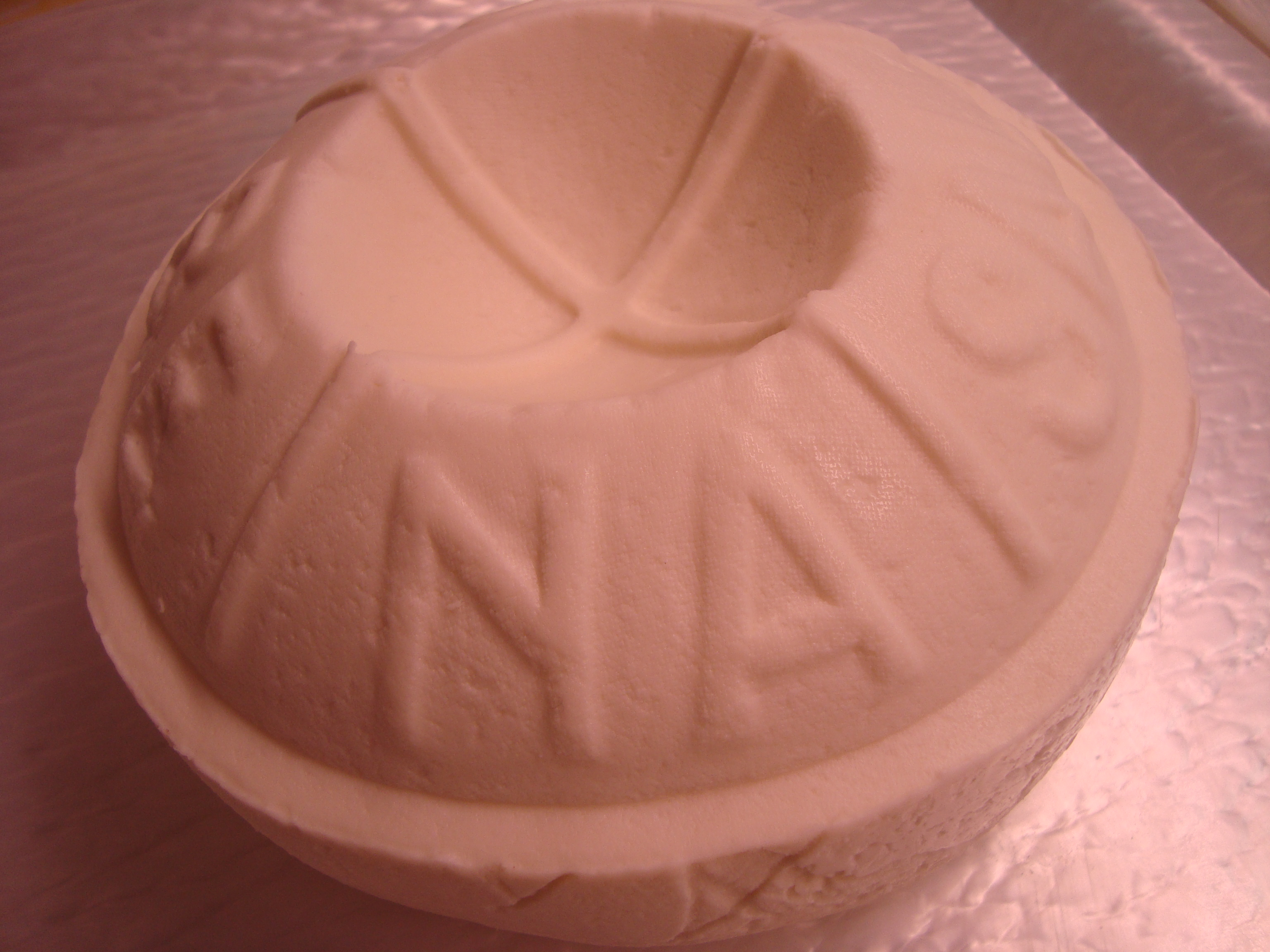
Queso fresco de Benasal

| Variação demográfica do município entre 1991 e 2004 | Variação demográfica do município entre 1991 e 2004 | Variação demográfica do município entre 1991 e 2004 | Variação demográfica do município entre 1991 e 2004 |
| --------------------------------------------------- | --------------------------------------------------- | --------------------------------------------------- | --------------------------------------------------- |
| 1991                                                | 1996                                                | 2001                                                | 2004                                                |
| 1458                                                | 1405                                                | 1374                                                | 1355                                                |